# جیمز براون
جیمز جوزف براون جونیور (به انگلیسی: James Joseph Brown Jr.) خواننده، ترانه‌سرا و نوازنده آمریکایی و از پیشگامان موسیقی فانک بود.
 از او اغلب به عنوان "پدرخوانده موسیقی سول یاد می‌شود. در یک حرفه ای که ۵۰ سال به طول انجامید، او بر توسعه چندین ژانر موسیقی تأثیر گذاشت.
در سال ۱۹۳۳ در شهر بارنول در کارولینای جنوبی در ایالات متحده آمریکا متولد شد و در سال ۲۰۰۶ در سن ۷۳ سالگی در شهر آتلانتا در ایالت جورجیا در گذشت.

## اوایل زندگی
جیمز جو براون جونیور در ۳ مه ۱۹۳۳ در اتاق یک کلبه در جنگل شهر بارونول، کارولینای جنوبی، در چند مایلی شرق مرز ایالات جورجیا متولد شد. مراسم غسل تعمید او در اوج احساس و درد در همان کلبه برگزار می‌شود، مادر او زنی افسرده و مفلوک و پدرش مردی خشن و متجاوز بود زمانی که جیمز کوچک بود والدین او از هم جدا شدند او در سن ۴ سالگی به شهر آگوستا در ایالت جورجیا در آمریکا فرستاده شد تا با خاله خود که رئیس یک فاحشه خانه بود زندگی کند. او در فقر و استرس زیاد بزرگ شد. جیمز برای امرار معاش از کوچکی کار می‌کرد اما کارهای او عجیب و غریب بود مثل رقصیدن برای سربازان، شستن ماشین‌ها و واکس زدن کفش‌های مردم. او می‌گوید:<<من واکس زدن کفش‌ها رو با ۳ سنت شروع کردم و بعد توانستم ۵ سنت بدست بیارم اما در ان زمان هیچگاه نتوانستم ۱۰ سنت بدست بیارم به یاد دارم زمانی که در ۹ سالگی اولین بار برای خرید لباس به فروشگاه رفتم لباس‌های من از کیسه و گونی درست شده بود، اما من می‌دانستم که باید این شرایط بد را درست کنم باید تلاش کنم که برای خودم کسی شوم!>>

## شروع موسیقی
او در سن ۱۲ سالگی به دلیل نداشتن لباس کافی از مدرسه اخراج شد. براون شروع کرد به انجام دادن کارهای گوناگون با درآمد کم به‌طور تمام وقت. جیمز برای فرار از این واقعیت تلخ یعنی ادامه زندگی به عنوان یک سیاه‌پوست، در روستای جنوبی در حالی که انبوهی از ناامیدی و غم او را فراگرفته بود به مذهب و موسیقی روی آورد. او در گروه کر کلیسا آواز خواند، جایی که صدای قدرتمند، منحصر به فرد و احساسی خود را توسعه داد. با این حال، به عنوان یک نوجوان براون به جرم روی آورد. وی در سن ۱۶ سالگی به جرم سرقت یک ماشین دستگیر و به سه سال زندان محکوم شد. در حالی که در زندان بود، براون یک گروه کر انجیل در زندان را سازماندهی و رهبری کرد. در زندان براون با بابی برد(Bobby Byrd) خواننده و پیانیست ملاقات کرد و بین آن‌ها یک دوستی و شراکت به وجود آمد که منجر به مهم‌ترین اتفاق در تاریخ موسیقی جهان شد. براون اولین کار خود را با پذیرفتن پیشنهاد عضویت در گروه آوازی ریتم اند بلوز توسط بابی برد در سال ۱۹۵۵ آغاز کرد و خیلی زود جای خودش را در گروه تثبیت کرد. آنها نام گروه خود را به The Famous Flames تغییر دادند و براون اولین کار خود را به نام please, please, please با همکاری The Famous Flames منتشرکرد و در عرض چند ماه جز ۶ آثار برتر سبک R&B انتخاب شد. براون یک فرد شاداب، رقصنده باورنکردنی و خواننده متبحر بود و کنسرت‌های او نمایشی از شور و هیجان بود که مخاطبان را در این فضا رها می‌کرد. ساکسیفونیست او، پی وی الیس، یک بار گفت: "وقتی شنیدید جیمز براون به شهر می‌آید، کار خود را متوقف کنید و شروع به پس انداز پول خود کنید (برای رفتن به کنسرت) ." براون در اجرای نمایش زنده تسلط خوبی داشت و اجرای هرگونه رقص محبوب در آن زمان را می‌دانست او به خوبی می‌توانست صحنه را مدیریت کند علاوه بر این تسلط او بر رقص نیز قابل تحسین بود. او در کارش بسیار سختگیر بود به گونه ای که اطرافیانش تاب و تحمل خلق و خوی او را نداشتند او نوازندگان را به جهت نادیده گرفتن نت‌ها تنبیه می‌کرد. همچنین از آن‌ها می‌خواست که در لحظه و بر روی صحنه همراه با او بداهه نوازی کنند.

## فعالیت اجتماعی
در اواسط دهه ۱۹۶۰، براون همچنین شروع به اختصاص انرژی زیادی برای انجام فعالیت اجتماعی کرد. در سال ۱۹۶۶، او '' Don't Be a Dropout" را ضبط کرد، یک درخواست شیوا و دلسوزانه به جامعه سیاهپوست برای توجه بیشتر به آموزش. در ۵ آوریل ۱۹۶۸، روز بعد از ترور مارتین لوتر کینگ جونیور، با شورش در سرتاسر کشور، براون یک کنسرت تلویزیونی نادر را در بوستون به منظور جلوگیری از شورش در آنجا برگزار کرد. تلاش او باعث شد جوانان بوستونیایی برای تماشای کنسرت در تلویزیون در خانه بمانند و شهر تا حد زیادی از خشونت دور بماند. چند ماه بعد او نوشت "بگو آن را با صدای بلند: من سیاه هستم و افتخار می‌کنم"، یک سرود اعتراضی که نسل‌ها را متحد کرد.

## ازدواج
براون در طول زندگی چهار بار ازدواج کرد و شش فرزند داشت. در سال ۲۰۰۴ براون به اتهام خشونت خانگی علیه آخرین همسر خود بازداشت شد، اگرچه او در بیانیه ای گفت: «من هرگز به همسرم صدمه ای نخواهم زد. من او را خیلی دوست دارم.»

## مرگ و میراث
براون پس از یک هفته جنگ با بیماری پنومونی (عفونت ریوی) در ۲۵ دسامبر ۲۰۰۶ در سن ۷۳ سالگی درگذشت.
براون در خاطرات خود نوشت: «دیگران ممکن است ردپای من را دنبال کنند، اما من کسی بودم که نژادپرستی را به موسیقی تبدیل کرد و با این کار، به یک نیروی فرهنگی تبدیل شدم.» و گرچه او به‌طور گسترده نوشت و معتقد بود که تنها یک راه برای فهمیدن او وجود دارد: «همان‌طور که همیشه می‌گفتم، اگر مردم می‌خواهند بدانند که جیمز براون کیست، کاری که باید انجام دهند گوش دادن به موسیقی من است»